# Kinine
Kinine is een organische verbinding en een alkaloïde uit de chinolinegroep, aanwezig in de bast van plantensoorten uit het geslacht Cinchona, waaronder Cinchona officinalis uit Zuid-Amerika. Kinine is een organische base en komt in zuivere toestand voor als een wit kristallijn poeder, dat slecht oplosbaar is in water. Kinine is rechtsdraaiend en zeer bitter van smaak. Het komt ook voor in het hart van de ananas.
De stof is opgenomen op de lijst van essentiële geneesmiddelen van de Wereldgezondheidsorganisatie.

## Geschiedenis
In de 17e eeuw ontdekten de jezuïeten dat de bast van de Cinchona ledgeriana, de kinaboom uit Zuid-Amerika, een geneesmiddel was tegen malaria. Allicht hadden deze missionarissen geleerd dat indianen het gebruikten als koorts- en rillingwerend middel en probeerden ze het uit op malaria (dat naar alle waarschijnlijkheid geen inheemse ziekte was in Amerika en dus minder bekend zou zijn geweest bij de indianen). Volgens een vroege getuigenis leerden de jezuïeten het geneesmiddel kennen in de streek van Loja, waar ze vanaf 1618 actief werden. In 1631-1632 verscheepten ze het naar Rome.
Omdat ze de Europese bevoorrading controleerden, werd het wondermiddel bekend als Polvo de los Jesuitas ofwel jezuïetenpoeder. De katholieke associatie zorgde ervoor dat bijvoorbeeld Oliver Cromwell, die aan chronische malaria leed, weigerde zich ermee te laten behandelen. In 1652 behandelde Chifflet de landvoogd Leopold Willem van Oostenrijk met kinapoeder, maar de patiënt herviel en overleed. Chifflet schreef het eerste boek over het poeder, dat hij bekritiseerde als gevaarlijk en weinig effectief. De eerste schriftelijke vermelding was mogelijk het pulvis indicus beschreven door de Gentse arts Herman van der Heyden in 1643.
Kinine werd voor het eerst in 1820 geïsoleerd door de Franse apothekers Pierre Joseph Pelletier en Joseph Caventou door extractie met een alcohol. Het extract werd verdund met een waterige oplossing van kaliumhydroxide, waardoor een gele, amorfe, zeer bitter smakende neerslag werd verkregen.
In 1911 werd de structuur van kinine opgehelderd door de Zwitserse scheikundige Amé Pictet.
De eerste formele totaalsynthese dateert uit 1944 en werd gepubliceerd door Nobelprijswinnaar Robert Burns Woodward. Merkwaardig genoeg betrof het echter niet de totaalsynthese van kinine zelf, ondanks de titel The Total Synthesis of Quinine, maar van een precursor. Het duurde echter tot 1970 voordat M.R. Uskokovic erin slaagde kinine effectief in zijn geheel te synthetiseren. Nadien zijn nog meerdere totaalsyntheses gepubliceerd.

## Toepassingen
Zoutzure en zwavelzure zouten van kinine werden toegepast als koortswerend middel, het was het eerste geneesmiddel tegen malaria. In de frisdranken tonic en bitter lemon is kinine het ingrediënt dat voor de bittere smaak verantwoordelijk is.

## Pil Bandoeng

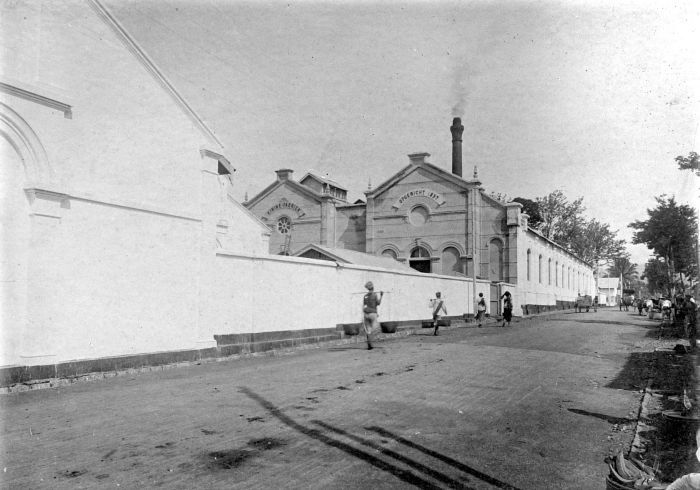
De kininefabriek te Bandoeng, circa 1910

In de 19e eeuw dreigde de kinaboom in Zuid-Amerika door roofbouw te verdwijnen, waardoor de productie van kinine snel verminderde. Engelsen en Nederlanders brachten de kweek ervan over naar hun koloniën elders op de wereld. De eerste planten op het eiland Java werden in 1854 aangevoerd. De kweek bleek een groot succes. Na verloop van tijd kwam 90% van de wereldproductie van kininebast hiervandaan; deze werd verhandeld via de stapelmarkt in Amsterdam. Op Java richtte in 1896 een aantal planters van kinaplantages in Bandoeng een kininefabriek op, de NV Bandoengsche Kininefabriek, die na een tiental jaren erin slaagde een met Europese fabrieken vergelijkbaar product te vervaardigen. Hierdoor kon ook de bevolking van Nederlands-Indië profiteren van de pil Bandoeng. In 1913 werd ze lid van de Internationale Kinine-Conventie en in 1917 ontstond samenwerking met de Nederlandsche Kininefabriek te Maarssen.